# دشتی (سامان)
دشتی، روستایی از توابع شهرستان سامان در استان چهارمحال و بختیاری ایران است.

## جمعیت
این روستا در دهستان هوره قرار دارد و براساس سرشماری مرکز آمار ایران در سال ۱۳٩۵، جمعیت آن ٨٣۵ نفر بوده‌است.
اما در آخرین بررسی توسط خانه بهداشت روستای دشتی، در سال ١۴٠٣ جمیعت این روستا به بیش از ١٠٠٠ نفر افزایش یافته است. 

## تاریخچه
مردم این روستا همه از ایل بزرگ قشقایی هستند که هر قوم از مردم قشقایی پس از تبعید از شیراز به مکانی‌های مختلفی کوچ کردند و در آخر تعدادی از مردم تبعید شده در این روستا گرد هم آمده‌اند. زبان مردم این روستا ترکی قشقایی است که متأسفانه در جامعه امروزی رو به نابودی است و جوانان این روستا بیشتر فارسی صحبت می‌کنند و نوجوان‌ها سخن گفتن به زبان ترکی را نمیدانند! اما بیشتر جوانان و بزرگسالان و کهن سالان این روستا به زبان مادری خود (ترکی قشقایی) وفادر بوده و همچنان از این زبان پر غرور استفاده می‌کنند. مردم این روستا از قوم‌های یاری، گنجعلی، موسوی، عرب، مردانی، علیمردانی و... تشکیل شده‌اند.
مردم این روستا در ابتدا فقط در کنار حاشیه زاینده رود خانه ساخته بودند اما با گذشت زمان و افزایش جمعیت به سمت کوه رفتند و در دامنه بزرگ و دشت وسیع این کوه شروع به ساخت و ساز کردند که هم چنان این خانه‌ها پابرجا هستند. مردم در گذشته در حاشیه رودخانه صیفی جاتی چون پیاز، سیب زمینی، خیار، بادمجان، برنج و... کشت می‌کردن اما حالا چند ده سالی است که سرتاسر حاشیه زاینده رود به دست مردم درختکاری شده درختانی چون چنار، گردو و آلوچه.
در گذشته مردم آب آشامیدنی مورد نیاز خود را از قناتی که حالا در مرکز روستا قرار دارد تأمین می‌کردند اما حالا چاهاهای این قنات بسته شده و آب قنات برای آبیاری باغات حاشیه رودخانه استفاده می‌شود که این آب در حوزچه نامطلوب مرکز روستا جمع‌آوری می‌شود! این قنات دارای آب معدنی بسیار خوبی است، این قنات می‌توانست یکی از جاذبه‌های گردشگری این روستا باشد که متأسفانه به آن رسیدگی نمی‌شود.

## گردشگری
گردشگری در این روستا در میان مسافران خارجی و داخلی طرفدار زیادی دارد به طوری که در روزهای آخر هفته مکان‌های تفریحی این روستا شلوغ است بخصوص در تابستان که باعث شده کسب و کارها کمی رونق پیدا کنند اما همچنان این روستا از حمایت‌های دولتی محروم است بخصوص در بخش گردشگری کمترین حمایت دولتی از این روستا صورت گرفته است! در سال های گذشته این روستا فاقد دارای مکان‌های عمومی برای اسکان مانند هتل، مسافر خانه و... بود، حتی از سرویس عمومی هم بهرمند نبود. اما در چندین سال گذشته دو بومگردی بزرگ و زیبا (بوم گردی بی بی ماه سلطان و بوم گردی میرزاطاهر) توسط خود مردم این روستا افتتاح و در اختیار مسافران و گردشگران قرار گرفته است، همچنین مردم این روستا ویلاهای ساخته و در اختیار گردشگران خارجی و داخلی قرار می‌دهند تا با اسکان در آن از این روستا رضایت داشته باشند.
همچنین دو مسجد در این روستا وجود دارد که توسط مردم همین روستا ساخته شده تا برای نماز و استراحت استفاده شود و این مکان‌ها دارای سرویس‌های بهداستی است که مسافران می‌توانند از آن استفاده کنند.
گردشگران در این روستا می‌توانند محصول‌های دامی محلی و خشکبار محلی مرغوبی را خریداری کنند و یا خود از باغ فروشنده برداشت کنند.